# 噶瑪蘭族
噶瑪蘭族（噶瑪蘭語：Kebalan），為臺灣原住民族的一個族群，其分布區域主要在於蘭陽平原一帶，與之臨近的還有同屬東台灣南島語族的猴猴族與哆囉美遠族。十八世紀末漢人移民開始大批進入宜蘭地區，噶瑪蘭族的土地與人口大量流失，被迫遷至花蓮與臺東地區海岸，為留存有較多的傳統文化及使用噶瑪蘭語人口的地區。:13

## 名稱
「Kbalan」在噶瑪蘭語裡面，是「平原之人類」的意思，主要是該族族人用來區別當時居住於山區之泰雅族「Pusulan」的稱謂。宜蘭舊稱「葛瑪蘭」、「蛤仔蘭」、「蛤仔難」、「甲仔難」、「甲子難」等，正是「噶瑪蘭」（Kbalan）一語台灣閩南語的音譯。
西班牙人佔領北部之後於噶瑪蘭居住地劃定「噶瑪蘭省」（Cabarán）。清朝領台以後，宜蘭歸諸羅縣管轄，至1723年又歸新設立的「彰化縣」，7年後再劃入同樣成立於1723年的「淡水廳」。在這段期間內，清朝政府對宜蘭地區只有名義上的管轄，並沒有真正設管治理。由於宜蘭被視為行政邊疆，常成為海盜、流寇的聚集地。為便於經營開發，在臺灣府知府楊廷理多次奏請設置行政區以後，才於1810年設「噶瑪蘭廳」於噶瑪蘭廳城。1875年噶瑪蘭廢廳改縣，而以噶瑪蘭的「蘭」字，冠上「宜」字，改稱「宜蘭縣」，由新設的臺北府管轄。自此以後，「噶瑪蘭」這三個字消失，而「宜蘭」則變成該縣新的專屬名稱。

## 歷史

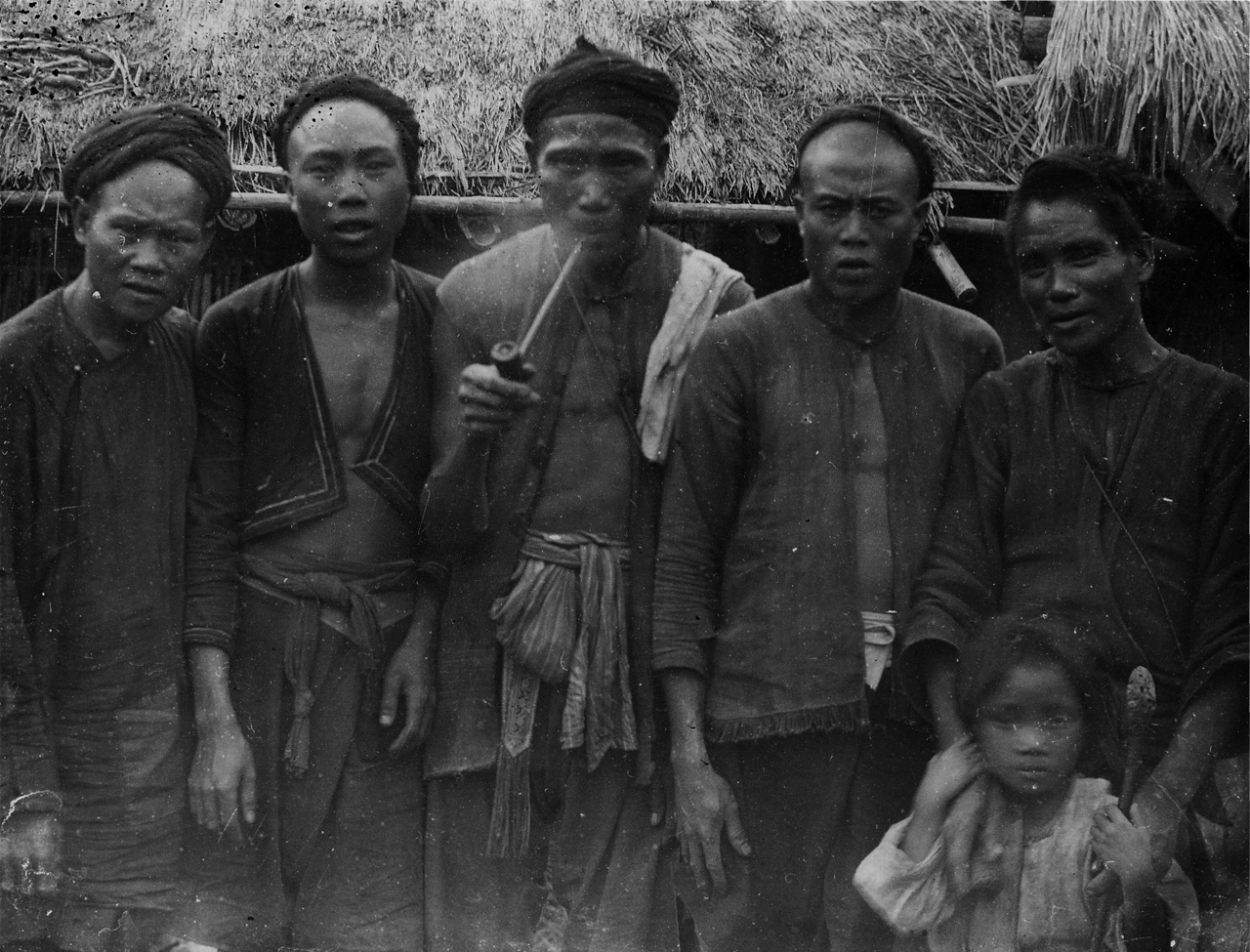
鳥居龍藏所攝加禮宛噶瑪蘭族人

根據考古研究，噶瑪蘭族最早可能是約800~500年前在蘭陽平原上形成的，是十三行文化在當地的分支，主要的根據為當地噶瑪蘭族的舊社遺跡中出現和噶瑪蘭族傳統相當類似且跨部落一致性文化表徵，如墓葬、陶器或工藝品等都是存在該年代內的地層中，如淇武蘭遺址，另外，在台北的十三行文化人則成為了凱達格蘭族的祖先，因此兩族間可能有相當深遠的關係。

### 蛤仔難三十六社
噶瑪蘭族以前稱為「蛤仔難三十六社」，但事實上其聚落的數量是超過六、七十個社以上。過去對噶瑪蘭族的稱呼都以蘭陽溪為界，以北的稱為「西勢番」、以南的稱為「東勢番」。當時重要聚落包括打馬煙社、抵美簡社、奇立丹社、奇立板社、貓里霧罕社、抵美福社、流流社、武暖社、歪仔歪社、新仔羅罕社、利澤簡社、加禮宛社、奇武荖社等。
噶瑪蘭族群首見於歷史的記載，是在1632年，當時佔據淡水一帶的西班牙人，有一艘商船在航行中被颶風漂流至「蛤仔難」平原。但對於噶瑪蘭比較明確的記載，則是在1650年時，荷蘭人所記錄之當時該地39社的人口資料，距今已近400年。

### 被迫離開原居地到奇萊平原

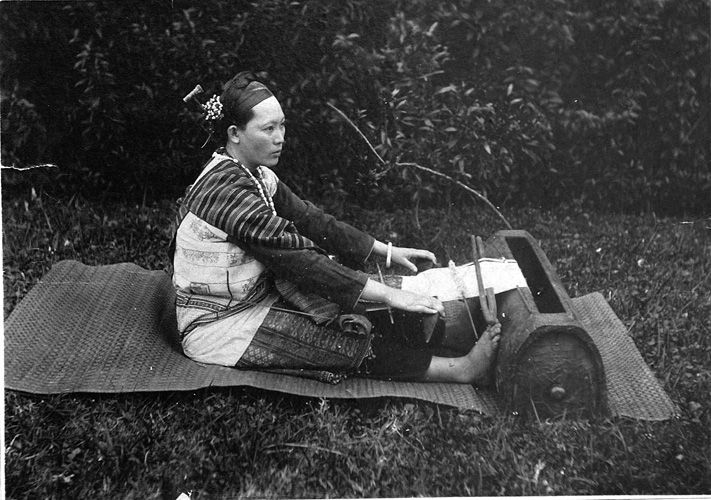
噶瑪蘭族婦女使用泰雅式織布機

1768年漢人林漢生初侵噶瑪蘭，為當地原住民所殺。1776年，林元旻由烏石港北邊的河流上溯，成功侵佔淇武蘭，為漢人入墾蘭陽平原最早者。然而20年後，漢人大規模武裝進入噶瑪蘭，這次的結果卻是噶瑪蘭族被迫離開原居地。1796年，漢族漳州人吳沙率領軍隊式的集團，以漳州移民為主力，配上泉州人和客家族群，以武力侵犯噶瑪蘭，建立了頭城。這群已經在這片土地平靜生活了數千年的噶瑪蘭族人，開始了他們翻天覆地的大改變。但早在吳沙帶著漢人開墾宜蘭平原之前，噶瑪蘭人農耕範圍已遍及各地，吳沙所率領的「羅漢腳仔」只能找較為偏僻的地方墾拓。漢人以欺壓的方式，侵佔噶瑪蘭族的土地。例如將死貓、死狗丟入噶瑪蘭族的田地，使噶瑪蘭族因為不吉利而放棄田地。或是推移田埂，使噶瑪蘭人的田地縮減。漢人種種欺壓行為，終於迫使噶瑪蘭族往花蓮、台東遷移。
不久以後，漢人的勢力就遍及噶瑪蘭東西勢三十六社，漢人人口並急速增加。噶瑪蘭人不論在經濟、社會方面，都居於絕對弱勢的地位，他們只好在平原內部做境內的小遷徙，開始遷往三星、蘇澳等地。噶瑪蘭人逐漸失去賴以維生的土地以後，在1830年至1840年之間，以五結鄉的加禮宛社人為首南遷奇萊平原，在美崙溪北岸（今花蓮縣新城鄉的北埔、嘉里）建立新的聚落，包括加禮宛社、竹仔林社、武暖社、七結仔社、談仔秉社、瑤歌社，為加禮宛六社，以加禮宛社為頭領的「大社」。
初到該地的噶瑪蘭人，就像當時吳沙挾千人之勢席捲蘭陽平原一樣，很快地也稱雄於奇萊（花蓮）的荒野間，族人紛紛湧至，而逐漸凌駕於原本居住在該地的阿美族和太魯閣族，加禮宛六社遂成為噶瑪蘭族的第二故鄉。

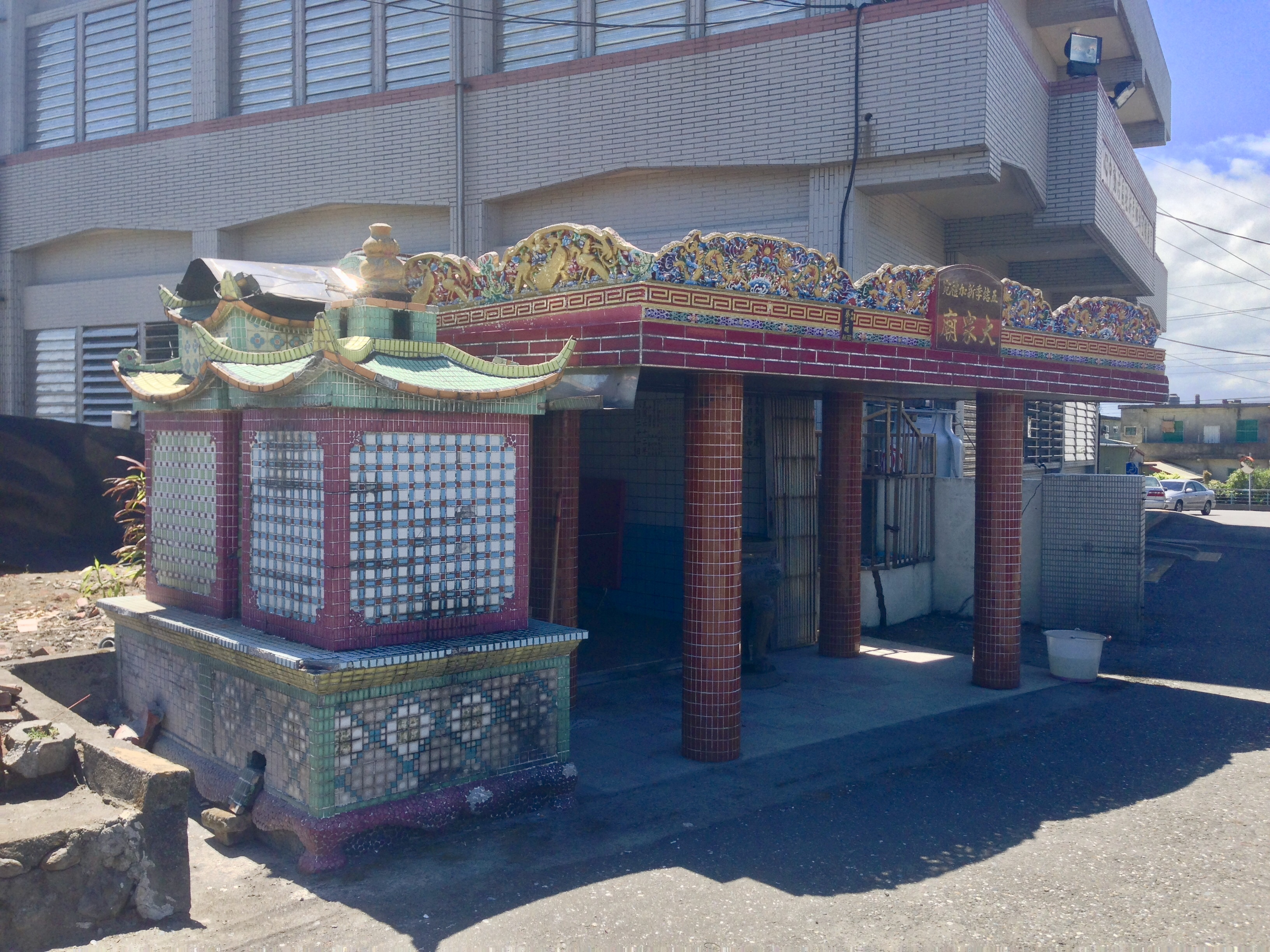
馬良廟

### 加禮宛事件
噶瑪蘭族人的被迫遷徙早期主要因為受到漢人武裝屯墾及「流番」遷徙的進逼，晚期受制於社會的弱勢被漢人運用契約使所得無法溫飽，或喪失土地；雖然一再遷徙，但自清朝開山撫番政策的施行，加上晚清北路（約今日之蘇花公路）的修築，經濟文化的衝突加上在臺漢人違反清朝保護番民的禁入番界令屢屢侵吞番地，終於在光緒四年（1878年）爆發了由「少壯番」引導的加禮宛事件。
該事件的起因有兩個版本，一主張漢人商賈陳文禮越界侵墾加禮宛六社的土地而引發衝突，另一說為漳浦人陳輝煌「指營撞騙，按田勒派，共詐番銀不少；該社被逼難堪，是以決計反撫」。噶瑪蘭族群原偏居蘭陽平原，為漢人進墾台灣最晚的地區；但自加禮宛社事件後，主要的噶瑪蘭族群精銳盡失，餘眾或向南逃竄或歸降清軍。自清朝1874年再度廢止渡臺禁令後，經此役更積極的鼓勵墾民與商販前往後山，戰事結束後總兵吳光亮採「勒遷以分其勢」的政策，勒令部份加禮宛社及參與戰事的撒奇萊雅族（Sakizaya）社眾遷離，自此噶瑪蘭族人散居各處，逐漸融入漢人或他族的社會。2005年統計資料顯示僅查得911人。
現在，居住在蘭陽平原上的噶瑪蘭人已經很少了，他們散居各處，沒有比較大的聚落。至於在花東海岸，花蓮豐濱鄉的新社村與立德部落，則是噶瑪蘭人目前較具規模的部落。
當年雖有數千人移往花蓮，但仍有噶瑪蘭族人沒有離開，混居於外來移民，而私下依然保有自己的傳統習俗，仍有族語依然使用於鄉間。
2009年6月6日，由撒奇萊雅族頭目黃德勇、噶瑪蘭族頭目潘金榮及官方代表花蓮縣政府原民局長林碧霞，在昔日加禮宛六社的根據地「加禮宛大社紀念碑」前進行「埋石立約」儀式，代表兩族的盟約如磐石堅定。

### 政府首長向原住民族道歉
1991年，時任宜蘭縣長的游錫堃表示：「肯定噶瑪蘭人對開發宜蘭的貢獻，更為漢人在移墾過程中所犯下的錯誤，公開向全體噶瑪蘭人道歉。」这是二百年來宜蘭主政者第一次公開承認其歷史錯誤，向噶瑪蘭族人道歉。
1991年的「開蘭一九五」，宜蘭縣政府邀請流落花東地區的噶瑪蘭人返鄉尋根，這是即將消失的噶瑪蘭族群，首次受到政府的重視。在「噶瑪蘭人返鄉曲」的氣氛感染下，八十三歲的老噶瑪蘭人陳抵帶含淚拉著游錫堃的雙手說：「今天你肯為阮這弱小民族辦這活動，阮內心實在很感謝。」說著說著，竟雙膝下跪，游錫堃紅著眼眶，立刻將這位長者攙扶起來。
在台灣轉型正義的發展過程中，游錫堃是首位代表政府，向歷史受難族群道歉的政治人物。此後，1995年，李登輝成為首位為二二八事件公開道歉的總統。而蔡英文是首位向原住民族道歉的總統。

### 以原住民族地名命名
1992年，為尊重原住民族文化，宜蘭縣政府向省政府爭取已建好完成命名之「捷徑」、「利澤」、「興南」三座橋樑，改採噶瑪蘭族舊地名，更名為「利澤簡」、「加禮遠」、「噶瑪蘭」橋，獲省政府同意，是為全國首例（總統府前凱達格蘭大道於1995年改名）。而宜蘭縣政府自建、自行命名的「貓里霧罕橋」、「泰雅大橋」等新建橋樑也於其後陸續完成。

### 族群尋根運動
一直被迫附屬在阿美族當中的噶瑪蘭族，其實不論是祭典或語言文化，都與阿美族完全不同。因此，從1980年開始，偕萬來帶領的噶瑪蘭族的原住民，就開始展開尋根以及正名運動。經過長期的努力，緊接著邵族之後，中華民國行政院原住民族委員會也在2002年12月25日正式認定噶瑪蘭族為原住民的第11族。噶瑪蘭族文化的傳承與保存，自此步入一個新的紀元。
事實上，噶瑪蘭族語至今依然被該族族人保存使用，同時他們也已經編印噶瑪蘭語辭典、語法等教材，做為學校鄉土教學的材料。噶瑪蘭族不僅族群意識強烈，宗教信仰以及文化祭儀也都十分鮮明。

## 文化
噶瑪蘭族的祭司皆為女性，男性則有年齡階級。重要的祭儀活動有：出草勝利之後的儀式「卡達班」（qataban，目前這項活動轉化為豐年祭舉行）、成為巫師的入巫儀式「奇賽伊茲」（kisaiz）；治病儀式「巴格拉比」（pakalabi）、喪禮「巴都干」（patRuqan/patuRqan）、以及年底的祭祖儀式「巴禮令」（palilin）等。
噶瑪蘭族人認為全黑的服飾只有長者才能穿著，所以噶瑪蘭男子必須在從tama na sabasayan（青年之父）的年齡階級組織晉升至lubang（長老群）的人，才有資格全身穿著黑色的服飾。
日人伊能嘉矩在1897年〈宜蘭方面平埔番的實地調查〉的調查資料中提及噶瑪蘭人的有袖短衣與方布衣還有保存，另外尚有開襟筒袖衣、長及膝蓋的筒袖衣。近代噶瑪蘭族的常見的服飾以黑白為主，新社部落的族人不僅復織了用香蕉絲織布縫製成的滾黑邊方衣，同時也復織了主色為黑、紅、藍的傳統綴珠垂鈴新娘腰裙。
- 噶瑪蘭族的飾品
- 噶瑪蘭族的飾品
- 2023噶瑪蘭族豐年祭
- 香蕉絲衣
- 噶瑪蘭族服飾

## 語言
十七世紀荷蘭殖民時代以前台灣原住民語言沒有任何書面記錄，因此只能用語言學與考古學的方法推測早期歷史。根據李壬癸的分類，噶瑪蘭語、巴賽語、阿美語、西拉雅語群（含西拉雅語、大武壠語，及馬卡道語）彼此關係較近，使用其共同祖語者應在台南一帶。噶瑪蘭語與巴賽語的關係又更近，使用此二者共同祖語者應是從台灣西南部遷至東部海岸。巴賽人後來遷至台灣北海岸，噶瑪蘭人則遷至台灣東北海岸。宜蘭淇武蘭遺址有早期與晚期兩層文化，經碳14測年，早期文化年代約為1300-800年前，晚期文化年代約為600-100年前。晚期文化屬噶瑪蘭人的遺址，早期文化未有定論。因此噶瑪蘭人在東北海岸活動至少有600年的歷史。
1650年，荷蘭人紀錄有噶瑪蘭人的四十幾個聚落，約有九千多人左右，其中包括了淇武蘭社（ki-bannor-an）840人。
十八世紀末，漢人進入宜蘭開墾。在漢人的壓力下，噶瑪蘭族於1830-1840年左右開始南遷至花蓮新城。
1863年，史溫侯（Robert Swinhoe）曾記載位於蘇澳與蘭陽平原的噶瑪蘭族，划使著一種兩頭翹起且類似於馬來帆船（Proa）的船隻:44。
1878年，發生加禮宛事件，噶瑪蘭族又被迫南遷至花蓮豐濱及台東一帶。噶瑪蘭族現在在蘭陽平原的人數很少。
1896年，伊能嘉矩對噶瑪蘭族進行了調查。安倍明義的《蕃語研究》（1930年）用片假名紀錄了一些噶瑪蘭語的資料。
1936年，淺井惠倫對宜蘭的噶瑪蘭語進行了調查。
1996年，李壬癸發表了關於噶瑪蘭語語音學、構詞學、句法學的研究、噶瑪蘭語方言的比較詞彙表、李壬癸本身收集的文本、以及淺井惠倫在1936年所收集的包含噶瑪蘭語不同方言的文本 。
2000年，噶瑪蘭語有24位使用者，Ethnologue並將之列為瀕危語言。
2007年，謝富惠與黃宣範調查了23位噶瑪蘭語使用者，受訪者平均年齡超過60歲。所有受訪者均表示20歲以下的年輕人幾乎不懂噶瑪蘭語。

## 身分問題
2002年12月25日，時任行政院長游錫堃宣布噶瑪蘭族為台灣原住民族第十一族，也將噶瑪蘭族人同時劃分為兩種不同的命運。發起正名運動與文化復興的新社部落等花東地區的族人，多數族人在政府政策下，與撒奇萊雅族早在正名前同樣被歸納為阿美族，在官方認定前即具有原住民身分。而少部分花東地區族人、以及宜蘭所有族人，由於未在政府開放平埔族登記為平地原住民的期間登記其身分，按照當前原住民身分法的規定，亦無法再次開放登記其原住民身分，造成正名十幾年之後，宜蘭地區仍未有族人能恢復原住民身分。

## 聚落
- 宜蘭縣部分：
  - 流流社（Lawlawa） ：宜蘭縣五結鄉季新村
  - 奇立板社(Kirippoan) ：宜蘭縣壯圍鄉東港村
  - 貓里霧罕社(Varivuhan) ：宜蘭縣壯圍鄉東港村
- 花蓮縣部分：
  - 新社部落 (PateRungan) ：花蓮縣豐濱鄉新社村(最大聚集地)
  - 立德部落 (Kodic) ：花蓮縣豐濱鄉豐濱村
  - 嘉里部落 (Kaliyawan) ：花蓮縣新城鄉嘉里村(和阿美族混居)
- 臺東縣部分：
  - 大峰峰部落 (Polo't) ：臺東縣長濱鄉樟原村(和阿美族混居)
  - 樟原部落 (Kolado't) ：臺東縣長濱鄉樟原村(和阿美族混居)